# Waffenstillstand von Ulm
Der Waffenstillstand von Ulm (französisch Armistice d’Ulm, schwedisch Stilleståndet i Ulm) ist ein Waffenstillstand zwischen Frankreich, Schweden und Hessen-Kassel auf der einen und Kurköln und Bayern auf der anderen Seite in der Endphase des Dreißigjährigen Krieges, im sogenannten Schwedisch-Französischen Krieg, der am 14. März 1647 in Ulm unterzeichnet wurde.

## Vorgeschichte
Am 15. Februar 1637 war Kaiser Ferdinand II. gestorben. Kurfürst Maximilian I. von Bayern, der ein Jugendfreund des Kaisers gewesen war, sah zunächst seine Bindungen an das Haus Habsburg kritischer als noch zu Lebzeiten des Kaisers. Er hatte aber bereits in den vorhergehenden Jahren mehrfach Gelegenheit gehabt, die Einstellungen und Fähigkeiten des neuen Kaisers Kaiser Ferdinand III. kennenzulernen. Gleich nach dem Tod von Wallenstein, am Anfang des Jahres 1634, war der neue Kaiser als Nachfolger von Wallenstein zum Oberbefehlshaber des Heeres bestellt worden und das vereinigte kaiserlich bayerische Heer hatte unter der gemeinsamen Führung von Maximilian I. und dem späteren Kaiser Ferdinand III. mit der Rückeroberung von Regensburg und dem großen Sieg in der Schlacht bei Nördlingen 1634 überragende Erfolge erzielt. Im weiteren Verlauf des Krieges kam es nach dem Friedensschluss von Prag und dem offiziellen Kriegseintritt von Frankreich im September 1635 mit zunehmenden militärischen Misserfolgen zu größeren Schwierigkeiten unter den Verbündeten, besonders, als nun sogar immer öfter die eigenen Territorien, die Habsburgischen Erblande und das Kurfürstentum Bayern vom Krieg betroffen waren.
Im Jahr 1646, als die Friedensverhandlungen zum Westfälischen Frieden bereits seit einem Jahr liefen, fand der Sommerfeldzug eines schwedisch-französischen Heeres unter Carl Gustaf Wrangel und Turenne statt, der Bayern zum Ausscheiden aus dem Krieg bewegen sollte. Der regierende Minister von Frankreich Mazarin hatte die Absicht, die Friedensverhandlungen, die vom Habsburger Kaiser immer wieder verzögert wurden, dadurch zu beschleunigen, dass er den Kaiser und seine Verbündeten unter militärischen Druck setzte. Die französisch-schwedischen Truppen verwüsteten Bayern stark und es war ihr erklärtes Ziel, den bayerischen Kurfürsten vom Bündnis mit dem Kaiser loszureißen, denn er war einer der letzten und der stärkste Verbündete des Kaisers.

## Der Waffenstillstand
Durch den im Jahr 1646 erfolgten, einige Monate andauernden französisch-schwedischen Truppeneinfall in Bayern sah sich Maximilian gezwungen, trotz verschiedener Versuche des Kaisers, ihn davon abzubringen, in Waffenstillstandsverhandlungen einzuwilligen. Im Dezember 1646 erhielt der Generalfeldzeugmeister Johannes Ernst Freiherr von Reuschenberg vom bayerischen Kurfürsten den Befehl, sich zusammen mit den Hof- und Kriegsräten Johann Küttner von Künitz und Johann Bartholomäus Schäffer nach Ulm zu begeben und Waffenstillstandsverhandlungen zu führen, wobei er seinen schuldigen Fleiß erzeigen sollte.
Die ursprünglich mit eingebundenen kaiserlichen Gesandten zogen sich im Laufe der Verhandlungen zurück, da sie nicht bereit waren, die Forderungen der Schweden zu erfüllen. Am 14. März 1647 wurde der Waffenstillstand von Maximilian unterzeichnet und im Gegenzug verließen die französischen und schwedischen Truppen Bayern.
Truppendurchzüge durch Bayern waren Schweden und Franzosen nach den Bestimmungen des Waffenstillstands verboten, mit Ausnahme der Oberpfalz. Die bayerischen Truppen übergaben als Kompensation für den gegnerischen Truppenabzug den festen Platz Heilbronn an die Franzosen sowie die Städte Überlingen und Memmingen an die Schweden.

## Auswirkungen
Kurfürst Maximilian erklärte das Bündnis mit dem Kaiser für aufgelöst. Das sah der kaisertreue, bayerische Kavalleriegeneral Johann von Werth als Verrat am Kaiser an und wollte deshalb versuchen, die von ihm kommandierte Reichsarmada des bayerischen Kurfürsten dem Kaiser zuzuführen. Sein Aufruf an die Söldner und Offiziere, mit ihm zusammen die Seiten zu wechseln, scheiterte im Juli 1647 am entschiedenen Widerstand der meisten einfachen Soldaten, die den höheren Sold in Bayern bevorzugten. Nicht zuletzt scheiterte das Vorhaben auch am Unwillen der zum guten Teil protestantischen Offiziere. Am Tag der Entscheidung folgten Werth nur wenige Offiziere und einige Söldnereinheiten. Der Kaiser konnte statt der erwarteten 20.000 Mann nur ein kleines Häuflein in Empfang nehmen, die  einen ehrenvollen Empfang erhielten. Werth wurde zum Kavalleriegeneral im kaiserlichen Heer ernannt.
In der Folge machte der Kaiser dem Bayerischen Kurfürsten weitere finanzielle und politische Angebote, die so verlockend waren, dass der Kurfürst Maximilian zwar nichts mehr mit General Werth zu tun haben wollte, aber am 14. September 1647 den Waffenstillstandsvertrag, der noch nicht ratifiziert war, wieder aufkündigte. Darüber waren besonders die Schweden, die schon einen Erfolg feiern wollten, sehr erzürnt, warfen dem Kurfürsten Wortbruch vor und erhöhten ihre finanziellen Forderungen bei den Friedensverhandlungen in Westfalen.
In der Folge führte Kaiser Ferdinand III. den Krieg zeitweilig ohne Verbündete im Reich fort. Noch bis zum Ende des Jahres 1647 gab es vereinzelte Kämpfe in Böhmen, den Spanischen Niederlanden und Italien. Im Herbst 1647 trat Maximilian I. wieder an der Seite des Kaisers in den Krieg ein. Das vereinte österreichisch-bayerische Heer wurde aber nach einer gescheiterten Offensive des Oberbefehlshabers Melander gegen Marburg nach Bayern zurückgedrängt und dort im Mai 1648 in der Schlacht bei Zusmarshausen geschlagen, wobei Melander fiel und der folgende Rückzug weite Teile Bayerns erneut zur gegnerischen Ausplünderung offen ließ. Diese Niederlage sowie die folgende Belagerung Prags durch die Schweden 1648 zwangen Ferdinand, den Abschluss der Verhandlungen des Westfälischen Friedens zu beschleunigen und seine endgültige Zustimmung zu dessen Bestimmungen zu geben.